# Бромберг (Нижняя Австрия)
Бромберг (нем. Bromberg (Niederösterreich)) — ярмарочная коммуна (нем. Marktgemeinde) в Австрии, в федеральной земле Нижняя Австрия.
Входит в состав округа Винер-Нойштадт. Население составляет 1254 человека (на 31 декабря 2005 года). Занимает площадь 30,89 км². Официальный код — 3 23 25.

## Политическая ситуация
Бургомистр коммуны — Франц Фарнер (АНП) по результатам выборов 2005 года.
Совет представителей коммуны (нем. Gemeinderat) состоит из 19 мест.
- АНП занимает 14 мест.
- СДПА занимает 5 мест.